# 浪漫三重奏
『浪漫三重奏』は、あわ箱による日本の漫画作品。『マガジンドラゴン』Vol.2掲載の読み切りを経て、『別冊少年マガジン』創刊号から2012年7月号まで連載。読み切り版は教師の朝香が浪漫部員になっているなど、連載版のプロトタイプとなっている。
なお出張読み切りとして『週刊少年マガジン』2010年2・3合併号に特別編が掲載された。

## 概要
トキメキを追求する部活「浪漫部」に所属する3人の女子中学生と、日々変態行為に勤しむ男たち（Z戦士）を中心に下ネタギャグが展開される。ただし露骨な性描写は少なく、艶笑的なスラップスティック・コメディの色合いが強い。展開も破天荒な浪漫部と、特殊な性癖に忠実な変態男（Z戦士）たちのナンセンスな行動を軸にした勧善懲悪のスタイルを堅守している。
また、作中では男性キャラの方が筋肉質な裸体を見せて下ネタを引き受ける度合いが圧倒的に多く、対する女性キャラはヒロイン的立場だけに留まらずに、作品世界を率先して仕切る主人公的な役割も担う場合が多い。従来のお色気漫画の逆を行くような倒錯的構図も特徴となっている。

## 主な登場人物

### 浪漫部
八王女中学校の部活の1つ。りく、あまな、みずほの3人が所属しており、顧問は東武が務める。部活動の内容は、「人々の琴線に触れることを目的とした、トキメキを伴う行動に従事すること」とあるが、顧問や部員を含め、一体どういう部活なのか分かっていない。活動内容が不明な点と、部費をやたらと目的もなく消費するため、廃部がほぼ確定的となっている。しかし、世間に活躍が認められると、学校側は無闇に廃部にできない。そのため、りくらは廃部を免れようと、主に変態的な事件に首を突っ込むことになる。
桜塚 りく（さくらづか りく）
主人公。八王女中学2年生で、浪漫部のリーダー。実家の桜塚神社の巫女でもある。髪は小豆色。濃色のハイソックスをよく穿いている。頭頂部にアホ毛1本あり。
非常に攻撃的かつ悪戯好きで自由奔放な性格。誰に対しても尊大な少女であるが、発育は歳相応に貧乳で、母親には弱く勉強は苦手。趣味はゲームと悪だくみ。浪費家で慢性的に部費不足のため、金にはがめつい。幼少の頃は女の子らしい性格で泣き虫だったらしく、唯我独尊な一方で繊細かつ寂しがりな一面を見せるときもある。
幼馴染みでかつては親友だったひかりとの確執から、廃部寸前の浪漫部を存続させるべく、世にはびこる変態たちを成敗して社会貢献することを思い立つ。戦闘能力は高く、たけのこを武器に煩悩退散させる。
常闇 あまな（とこやみ あまな）
浪漫部メンバーの八王女中学2年生。髪は黒。縞のハイソックスをよく穿いている。胸の大きさはりくと同じ程度。
富豪の家に生まれ育ったお嬢様で、一見すると物静かでお淑やかそうであるが、実は毒舌家で考えの読めぬマイペースな小悪魔的性格。勉強はできる方で、生徒会長の役職にも就いているが学校では不真面目な問題児。クールで賢く、労せずしていいところを持っていく立ち回りが得意。ただし母親の前では猫をかぶっている。着ぐるみ好きで、外出時にもさりげなく着てくる。
鳩谷 みずほ（はとや みずほ）
浪漫部副部長の八王女中学2年生。髪は薄茶色で毛先が渦巻きカールになった髪型をしている。淡色のニーソックスをよく穿いている。
性格的には全く普通の女子なので一応のツッコミ役ではあるのだが、気が優しく素直で、性にも保守的なゆえに、りくやあまなにはいじられ、大和ら変態男たちにもセクハラされてしまう不憫なお色気役。よく食べ、よく寝る生活のためか、浪漫部3人組の中ではもっとも発育の良い体形をしている。運動はいまいちなドジっ娘でもある。

#### 浪漫部関係者
桐塚 ひかり（きりづか ひかり）
りくの幼馴染で、同じく八王女中学2年生。靴下は淡色で、丈は長短あり。
生徒会副会長の役職に就き、浪漫部の廃部を狙っていることから、りくとは対立している。りくとは対称的に理知的で感情をあまり表さない性格だが、気の強さではりくと同類。内心にはりくへの思慕があるらしく、浪漫部を潰そうとする理由も、りくを自分の下に引き込みたいゆえの魂胆が散見される。幼少の頃はショートカットで、男の子っぽい性格であった。
実家はりくの家の隣にある桐塚神社で、同じく巫女でもある。胸の大きさはりく以上、戦闘能力もりくと互角かそれ以上であり、徒手空拳で煩悩滅却させる。公私ともに素行は真面目な優等生だが、泳げないのが弱点。
影法師 ツヤ（かげほうし つや）
あまなの友人で、富豪でもある影法師家の令嬢。強気で高飛車な性分と品行方正な社交術を使い分ける内弁慶気質。スタイルも良い美少女だが、あまなには翻弄され続けている。
りくの母親
名前は不明。娘以上に押しが強い豪快な性格で、りくの容姿や性格の遺伝元であることを伺わせる女傑。いつもキノコ印「AMATAKE」のエプロンを愛用している。
りくの父親
名前と素顔、職業は不明。普段は旅回りの身らしく、自宅には帰ってこないせいか、娘の近況も友人づてに聞く照れ屋な性格らしい。
あまなの母親
名前は不明。娘の邪心を完璧に封じるほどに優雅で穏やかな物腰の正統派貴婦人。性格もまともで、あまなが従順になる数少ない存在。
東武 朝香（とうぶ あさか）
りくたちのクラスの担任を務める数学教師で、浪漫部の顧問。しかし、浪漫部の活動内容は一切関知しておらず、特に興味もなさそう。淡々としつつも厳格な性格で、りくやあまなの不真面目な行為も毅然とはね除けるが、保護者に対しては態度が軟化する。読み切り掲載の時はりくたちと同じ浪漫部の生徒であった。
上福岡 樹里（かみふくおか じゅり）
かつての母校に赴任してきた新任教師。生徒には優しく熱血な態度で接しているが、あがりやすい性格でもあるためドジも多く、やや空回りしがち。そのため浪漫部からはいじられやすく、大人の側のお色気役にさせられること多し。また、テンションが上がると言動が大げさになり、怒ると非常に暴力的でもある。

### Z戦士
3次元Z軸に位置しており、本来の2次元では物足りず、3次元でアタックする戦士と言うより性犯罪者のこと。メンバーはただ1人の例外もなく、紛れもない変態ばかり。世間の爪弾き者同士として、ある一定の信頼というか、傷の舐め合いのような、奇妙な連帯感で結ばれている。
大和 充（やまと みつる）
りくの父親の古い友人でもある心理学者で、八王女大学研究所の教授として犯罪心理を研究する傍ら、所かまわず裸体を見せまくる大道露出魔。その性癖は幅広く、痴漢や覗き、下着ドロも得意なほか、空気嫁愛用者にして自身の肛門の探求にも全力をかける広範型変態。りくたちに退治され、研究所をクビになってからは、八王女中学の教員に再就職。以後も全く懲りることなく変態道を邁進する真性の求道者にしてZ戦士たちのリーダー格。性感帯は左乳首。実は包茎であるらしい。
中軍 竜司（ちゅうぐん りゅうじ）
大和の弟子で、八王女研究所では彼の助手を務めていた青年。巨根の盗撮魔で、撮影時には必ず被写体と一緒に自らのイチモツも一緒に写したがる癖がある。八王女中学出身で在学中は天文部に所属していた。樹里とは同窓生でもある。
他の面々よりも若く血気盛んなゆえか、性欲旺盛で恋愛にも意欲的な情熱的変態。女性の扱いは全く不得手だが、好みにはうるさく、貞淑で可憐なタイプをこよなく愛する一方で、病院に入院した際に何らかの目覚めを経験させられてしまい、両性愛の方向に暴走していく。
澤井 拓次郎（さわい たくじろう）
オールバックの髪型にサングラスが特徴の、プロ痴漢。その対象は男女を問わぬ無差別犯。副業として、喫茶店「トレイン」の店長を務めているが、本人の営業意欲が乏しく店は流行っていない。他の面々よりも冷静だが、己の性癖に全く悪びれずに開き直っている点では同類な確信犯的変態。下着の代わりにコンドームを愛用している。
本山 剛（もとやま つよし）
プロの誘拐犯。豪快な強面だが、自身が極度のドMな上にほとんど空気を読まない性格でもあるため、子分や誘拐した相手に対しても責め役になるよう求めてしまう直情型変態。全般的に悪気はあるのだが、行動は行き当たりばったりでそこそこ情もあるため、結果的にお人好しになってしまう一面も。
副業として、アマチュア漫画家の顔も持っている。
尾添 剣三（おぞえ けんぞう）
老いてなお盛んな下着マニアで盗癖持ち。髪と口髭は白い64歳。かつては常闇家の執事だったが下着泥棒がバレてクビになり、八王女中学に校務員として再就職。大和たちの仲間になる。上品かつ穏やかそうでいて、すぐにスケベ心も下着も丸出しになる二面性変態紳士。
尾添 花三（おぞえ はなぞう）
剣三の双子の弟。顔立ちは似ているが髪と髭は黒で、眼鏡はかけていない。しかしスケベ心は兄に負けず劣らず旺盛な上に精神年齢は中学生並みな覗き魔。影法師家で執事をしていたが、兄と同じくわいせつ不祥事でクビになる。言動は兄よりも気取り屋で、貴族趣味的な風情を好む気障な変態紳士。

## 書誌情報
あわ箱 『浪漫三重奏』 講談社〈講談社コミックスマガジン〉、既刊3巻
- 第1巻 2010年7月16日初版発行 ISBN 978-4-06-384340-8 描き下ろし番外編、主要キャラのスケジュール紹介、モブキャラクターの露出あり。

作者が少年時代に久米田康治の『行け!!南国アイスホッケー部』に強い影響を受けて漫画家を目指すようになり、『週刊少年マガジン』へ移籍した久米田を追って同誌での掲載を志望した経緯を汲んでか、久米田から帯コメントが寄せられている。
- 第2巻 2011年4月8日初版発行 ISBN 978-4-06-384470-2
- 第3巻 2011年9月9日初版発行 ISBN 978-4-06-384547-1
- 第4巻 2012年8月9日初版発行 ISBN 978-4-06-384715-4